# Forte Village
Il Forte Village Resort è un complesso turistico-alberghiero situato a Pula, nella città metropolitana di Cagliari, in Sardegna, che comprende molti servizi, tra cui il Thalasso del Forte Spa, diverse accademie sportive (come quella professionistica del Real Madrid), ristoranti e altre strutture per attività ricreative e di intrattenimento. Costruito nel 1970, è stato nominato miglior resort al mondo dal World Travel Awards tra il 1998 e il 2022.

## Storia
Il Forte Village Resort risale al 1970 per opera di Charles Forte ed è collocato nel sud della Sardegna. Comprende 8 diversi hotel e 13 ville, con sistemazioni che variano da camere studio a spaziose ville indipendenti, per un totale di 771 camere; impianti per attività ricreative e di intrattenimento; strutture per conferenze e meeting aziendali. Il resort dista circa 45 minuti dall'aeroporto di Cagliari e al suo interno si trovano più di 220.000 metri quadri di giardini tropicali. Nel 2014, in collaborazione con Mattel, è stata ideato il “pacchetto vacanza Barbie” rivolto alle bambine e alle loro famiglie. Tra il 1998 e il 2022, il Forte Village Resort ha vinto il premio come miglior resort al mondo conferito dal World Travel Awards. Lorenzo Giannuzzi è il Direttore Generale del Forte Village Resort.

## Thalasso Forte Spa
Il resort ospita il Thalasso del Forte Spa, un centro di Talassoterapia che comprende sei piscine di acqua salata. Inaugurate nel 2014, le piscine sono in funzione sia in estate che in inverno. I servizi che il centro propone vanno dai massaggi, allo yoga zero-gravity, ai trattamenti viso, che possono essere ricevuti sia in interno che a bordo spiaggia. In tutto ci sono venti aree destinate ai trattamenti del centro e vi sono impiegati quaranta specialisti. In passato il centro ha promosso lo Spa Festival agli Harrod's di Londra, UK.

## Gastronomia
Il Forte Village Resort, con i suoi quattordici bar e ventuno ristoranti, prende parte ogni anno alla Settimana Enogastronomica Italiana. Nel 2014 una delle cucine del resort ha ospitato una stagione del programma Hell's Kitchen, condotto da Carlo Cracco. Il premio in palio per il vincitore, per la prima volta nella storia del programma, è la conduzione come chef del ristorante che dallo show prende il nome. Il resort ospita inoltre le Celebrity Chef Nights durante la stagione estiva. Nel 2014 gli chef invitati rappresentavano ristoranti che in tutto vantavano sedici stelle Michelin.

## Sport
La struttura ospita il Challenge Forte Village Sardinia, l'annuale competizione internazionale di triathlon, e il torneo ITF Futures di tennis Per quanto riguarda il tennis, in questo luogo si è svolta la prima edizione del Sardegna Open nel 2020. Il torneo è stato poi spostato a Cagliari. Durante il Campionato mondiale di calcio 1990 molti calciatori e addetti stampa hanno soggiornato presso il Forte Village. Al suo interno si trovano inoltre diverse accademie sportive, come quella di rugby, cricket, calcio (gestita dal Real Madrid) e di altre discipline, frequentate da giovani atleti provenienti da tutta Europa, che vengono ospitati dal Forte Village per partecipare a ritiri di allenamento, gare e altri eventi sportivi. La Chelsea Football Academy nello specifico ha organizzato mini ritiri di 5 giorni per giovani dai quattro ai quattordici anni, condotti da allenatori della squadra professionistica del Chelsea FC. Ha ospitato il pre-ritiro della Nazionale Italiana di calcio in occasione del Campionato Europeo (UEFA EURO 2020) e in occasione della UEFA Nations League 2022-2023. 